# Uleanthus erythrinoides
Uleanthus erythrinoides är en ärtväxtart som beskrevs av Hermann August Theodor Harms. Uleanthus erythrinoides ingår i släktet Uleanthus och familjen ärtväxter. Inga underarter finns listade i Catalogue of Life.